# Find My Baby
Find My Baby è una canzone del musicista di musica elettronica statunitense Moby, estratta come nono singolo dall'album Play del 1999. 
Si presenta strutturata in modo molto simile al precedente Honey in quanto è composta principalmente da campionamenti di brani soul. In questo caso provengono da Joe Lee's Rock di Boy Blue.

## Tracce
1. Find My Baby – 3:59
2. Honey (Remix Edit) (featuring Kelis) – 3:13
3. Flower – 3:23

## Videoclip
Il videoclip promozionale del singolo, diretto da Barnaby & Scott, non è altro che, così come tutti quelli dei pezzi estratti dall'album, una parodia alla cultura americana di fine secolo. In esso vengono prese di mira le giovani boy band che, secondo Moby, "comandano il mondo" e si guadagnano il successo sfruttando la propria immagine e lasciandosi manovrare come burattini dai propri produttori.
Infatti nel corto i protagonisti sono tre bebè che, comandanti dal loro manager (Richard Hall stesso) si ritrovano a fare i musicisti e nel corso del filmato vengono mostrati spaccati della loro vita quotidiana da celebri artisti.

## Usi
Nel 2000, Find My Baby venne usata in uno spot della Nissan Almera in Inghilterra e per questo subito dopo figurò nella raccolta The Best TV Ads...Ever! e nella seconda stagione di Streghe nell'episodio "Ms. Hellfire" (nella scena del bar). Nel 2001  invece figurò nella colonna sonora del film Gli ultimi fuorilegge.

## Posizione nelle classifiche
| Classifica (2000-2001) | Posizione |
| ---------------------- | --------- |
| Francia                | 53        |
| Italia (FIMI)          | 52        |
| Dutch100               | 94        |